# Sakarya (rivier)
De Sakarya (Grieks Σαγγάριος, Latijn: Sangarius) is een rivier in Anatolië. De rivier stroomt door Turkije. De bron van de rivier is te vinden op het Bayat-plateau, in het noordoosten van Afyonkarahisar. De rivier mondt uit in de Zwarte Zee.
Sakarya is de op drie na grootste rivier van Turkije. De naam komt van de Oudgriekse naam Sangarios.